# Tobias Oelderik
Tobias Oelderik (Haarlem, 11 de setembro de 1996) é um ator neerlandês.

## Biografia
Oelderik nasceu e foi criado em Haarlem. Ele treinou como ator de cinema no Media College Amsterdam.

## Carreira
Oelderik começou sua carreira de ator no curta-metragem Rubber, onde interpretou o papel de Koen. Em 2017, Oelderik interpretou o papel principal de Otis Marchand na série de televisão SpangaS e na sequência de verão Spangas op Zomervakantie. Em 2018, ele interpretou o papel de Stefan no curta-metragem Toekomstdromers.

## Filmografia
- Rubber (2014) (Filme curto)
- SpangaS (2017–presente)
- Spangas op Zomervakantie (2018-2019)
- Toekomstdromers (2018) (Filme curto)